# Вулиця Юності (Київ)
Ву́лиця Ю́ності — вулиця в Дніпровському районі міста Києва, житловий масив Північно-Броварський. Пролягає від вулиці Анатолія Солов'яненка до Миропільської вулиці.
Прилучається Космічна вулиця.

## Історія
Вулиця виникла в 60-х роках XX століття під назвою 2-га Нова. Сучасна назва — з 1964 року.

## Забудова
Забудова 1-го мікрорайону Північно-Броварського масиву і, зокрема, вулиці Юності тривала з 1962 по 1965 рік. Як і в решті масиву, тут зводилися типові житлові будинки — п'ятиповерхівки серії 1-480 («хрущовки», модификації 1-480-15, 1-480-15К). Цікавими взірцями архітектури 1960—70-х років є дві шкільні будівлі з непарного боку вулиці, зведені за експериментальними проектами.
Будівля дитячого садку № 409 (буд. № 12) стала першою в Україні крупнопанельною будівлею дитячого садку та ясел (архітектори І. М. Сигалов, В. І. Єжов, І. Г. Король). При її будівництві було впроваджено низку інновацій: дах ванного типу, сонцезахисні пристрої, перегородки та вікна з прозорого склопрофіліту тощо. Двоповерхова будівля дитсадку складається з трьох блоків, пов'язаних між собою сходами-переходами; на першому поверсі знаходяться ясла, на другому — дошкільні групи.

## Установи та заклади
- Середня загальноосвітня школа № 183 з поглибленим вивченням англійської мови (буд. № 5)
- Середня загальноосвітня школа № 204 з поглибленим вивченням іноземних мов (буд. № 3)